# Jean-Jacques Paulet
Pour les articles homonymes, voir Paulet.
Jean-Jacques Paulet est un médecin et mycologue français, né le 26 avril 1740 à Anduze et mort le 4 août 1826 à Fontainebleau.

## Biographie
Il fait des études de médecine à Montpellier où il est reçu docteur le 1er mars 1764. Il fait paraître en 1768 à Paris un ouvrage sur l’histoire de la petite vérole sous le titre d’Histoire de la petite vérole, avec les moyens d’en préserver les enfants..., suivi d’une traduction en français du Traité de la petite vérole d’Abu Bakr Mohammad Ibn Zakariya al-Razi (IXe ou Xe siècle) ; il complète cet ouvrage par la parution d’un Mémoire pour servir à l’histoire de la petite vérole, dans laquelle on démontre la possibilité de préserver un peuple entier de cette maladie (Paris, 1768), du Secret de la médecine ou Préservatif contre la petite vérole (Paris, 1768), de Petite vérole anéantie, ou nouveaux faits et observations qui confirment qu’un particulier, un village, une ville, une province, un royaume, peuvent également se préserver de cette maladie (Amsterdam et Paris, 1776), Le Seul préservatif de la petite vérole... (Amsterdam et Paris, 1776).
Paulet s’intéresse au feu de Saint-Antoine et publie dans les Mémoires de l’Académie de médecine, aux côtés notamment de Henri-Alexandre Tessier (1741-1837) et de Charles-Jacques Saillant (1747-1814). Paulet fait paraître en 1776 ses Recherches historiques et physiques sur les maladies épizootiques. Il se fait connaître pour son opposition contre le magnétisme animal dans L’Antimagnétisme, ou origine, progrès, décadence, renouvellement et réfutation du magnétisme animal (Londres, 1784), traduit en allemand en 1788, ainsi qu'un petit livre intitulé Mesmer justifié.
Il fait paraître, en 1805, un petit Traité de la morsure de la vipère aspic de Fontainebleau et, en 1815, d’un Examen de l’histoire de la médecine par Sprengel. Ce sont surtout ses ouvrages de mycologie qui lui assurent une grande notoriété, notamment son Traité complet sur les champignons (1775) qui est considéré comme l’un des ouvrages fondateurs du groupe des champignons. Il sera suivi en 1791 d’un Tabulæ plantarum fugorsarum, ainsi que de deux autres ouvrages sur la botanique : Examen de l’ouvrage de M. Stackhouse sur les genres de plantes de Théophraste (1816) et La Botanique ou Flore et Faune de Virgile (1824). Paulet est élu correspondant de l'Académie des sciences dans la section de médecine et chirurgie le 22 octobre 1821.

## Publications
Source : Catalogue Bn-Opale Plus
- Histoire de la petite vérole, avec les moyens d'en préserver les enfans et d'en arrêter la contagion en France, Paris, Ganeau, 1768, X-373-[3] p. ; IV-144-119 p., 2 tomes en 2 vol. in-12.
- Mémoire pour servir de suite à l'Histoire de la petite vérole, dans lequel on démontre la possibilité et la facilité de préserver un peuple entier de cette maladie, Paris, Ganeau, 1768, 68 p., in-12.
- Le Secret de la médecine révélé, ou Préservatif contre la petite vérole et l'inoculation, Paris, Ganeau, 1768, 68 p., in-12.
- Avis au public. Sur son plus grand intérest, ou l'Art de se préserver de la petite vérole, Paris, Ganeau, 1769, 96 p., in-12.
- (la) An amor venereus sextus sensus ?, Paris, 10 janvier 1771, in-4°.
- (la) An sanitati noceat frequens exspuitio ?, Paris, 1771, in-4°.
- (la) An ut sanguinis, ita et lymphae alibilis, detur per arterias et venas proprias circuitus ?, Paris, 1771, in-4°.
- (la) An in omnibus paronychiae speciebus, partis incisio, tutissimum praesidium ?, Paris, 1772, in-4°.
- (la) An in variolarum curatione, aer exterior, Parisiis, omni tempore, admittendus ?, Paris, 1772, in-4°
- Recherches historiques et physiques sur les maladies épizootiques, avec les moyens d’y remédier dans tous les cas, publiées par ordre du Roi, Paris : chez Ruault, 1775, 2 tomes en 1 vol. in-8°, XIX-416 et 502 p. Texte en ligne
- Petite vérole anéantie, ou Nouveaux faits et observations, Paris, Ruault, 1776, 144 p., in-12.
- Le Seul préservatif de la petite vérole, ou Nouveaux faits, Paris, Ruault, 1776, 140 p., in-12.
- L'Antimagnétisme ou Origine, progrès, décadence, renouvellement et réfutation du magnétisme animal, Londres, 1784 (réimpr. 1980), 252 p., in-8°L'adresse de Londres est fausse ; imprimé à Paris, chez Desennes, d'après le prospectus de l'ouvrage, conservé sous la cote [4-Tb62-1 (47)].
- Mesmer justifié, Paris, 1784, 46 p., in-8°.
- Réponse à l'auteur des Doutes d'un provincial, Londres, 1785, 72 p., in-8°Il s'agit de Joseph Michel Antoine Servan, auteur de Doutes d'un provincial, proposés à MM. les médecins-commissaires chargés par le Roi de l'examen du magnétisme animal publié en 1784 à Lyon par Prault.
- Traité des champignons, Paris, Imprimerie royale puis nationale, 1790-1793, 2 vol., in-4°.
- Observations sur la vipère de Fontainebleau, et sur les moyens de remédier à sa morsure, Fontainebleau, Remard, an xiii (1805), 60 p., in-8°.
- Flore et faune de Virgile, ou Histoire naturelle des plantes et des animaux (reptiles, insectes) les plus intéressan[t]s à connaître, Fontainebleau, Mme Huzard, 1824, 160 p., in-8°.
- Histoire de la ville d'Anduze, Alais, P. Veirun, 1847 (réimpr. 1914, 1989), 108 p., in-8°.
- Jean-Jacques Paulet, Joseph-Henri Léveillé, Iconographie des champignons de Paulet, [...] accompagné d'un texte nouveau présentant la description des espèces figurées, Paris, J.-B. Baillière, 1855, 135 p., in-4°.
- Mémoire sur l'origine de la famille royale et sur le lieu qui lui a servi de berceau, Paris, E. Dentu, 1870, 135 p., in-4°Manuscrit inédit offert par Paulet à Charles X en mars 1826 et publié, précédé d'une étude sur la vie et les œuvres de l'auteur, par Albin de Montvaillant.

### Sources
- Amédée Dechambre, Dictionnaire encyclopédique des sciences médicales, Paris, G. Masson, 1885.